# 와룡묘
와룡묘(臥龍廟)는 중국 삼국시대 촉한의 정치가이며 군사 지략가인 제갈량을 받드는 사당이다. 서울특별시 중구 예장동 산5-6에 있다. 1974년 1월 15일 서울특별시의 민속문화재 제5호로 지정되었다.
제갈량의 자는 공명이며 호는 와룡이다. 그의 호를 따서 와룡묘라 한 것이다. 서울특별시 중구 예장동 산 5-6에 위치하고 있다. 오전 9시부터 오후 4시까지 개방한다.

## 개요
중국 삼국시대 당시의 정치가였던 제갈공명을 모시는 사당이다.
『조선왕조실록』에 의하면 선조 38년(1605) 평안도 영유현에 공식으로 와룡묘를 짓게 하였고, 그 후부터 왕들이 관원을 보내어 제를 올리거나 제문(祭文)을 지어 보낸 예도 있으며, 사액(賜額)의 예도 전하는데, 이 와룡묘와의 연관성은 확실치 않다.
기와지붕을 얹은 건물로, 내부로 들어가면 2m 크기의 제갈공명 석고상과 함께 2.5m 높이의 관운장의 석고상이 있고, 그밖에 대북·소북·종 등 의식용 악기들을 갖추고 있다. 조선시대 후기 고종의 후궁이 된 엄상궁이 처음 세웠다고 전하는데, 1924년 화재로 훼손되었다가 1934년 재건되어 지금에 이르고 있다.
경내에는 단군묘, 제석전(帝釋殿), 약사전(藥師殿), 삼성각(三星閣), 요사(寮舍), 문신각(文臣閣) 등이 함께 있어, 와룡묘가 중국 도교계의 신령을 모신 단순한 사당이 아니라, 우리의 토속신앙과 결합된 무속신앙으로 자리잡고 있음을 보여준다.

## 서울시 공개자료
이 묘사는 고종의 계비인 엄귀비가 세웠다는 설이 있으나 확실치 않다. 일설에는 묘사 뒷면 암벽에 조각된 제갈공명의 영정을 받들어오다가 1862년에 제갈공명을 추모하는 인사들에 의해 창건되었다고 하며, 1924년에 화재로 소실된 뒤 1934년에 중건한 것으로 전해지며, 1976년에 보수하였다. 경내에는 와룡묘 외에 단군성전, 제석전, 약사전, 삼성각, 문신각, 요사 등이 있다. 이 묘사는 3칸의 팔작지붕 기와집으로 된 건물로, 왼쪽 처마에 연이어서 정4각형 지붕의 종각이 있다.
묘사 중앙에는 석고로 된 와룡선생상이 봉안되어 있다. 머리에는 와룡관을 쓰고 녹색도포를 입었으며, 오른손은 우선을 들고 가슴 쪽에 대고 있으며, 왼손은 무릎 위에 놓고 좌정한 자세이다. 오른쪽 관성제군상도 석고로 되었는데 황색도포를 입고 긴 수염을 달았으며 오른손은 책을 펼치고 왼손은 책 쪽으로 향해 있으며 다리 사이에는 긴칼을 세워 왼쪽 무릎에 기대어 놓고 있다. 단군성전의 단군상은 석고상이며 복식은 상 위에 물감으로 칠해져 있고, 양손은 소매 안에 넣고 앉아 있으며, 도포를 입고 긴 수염을 달았다. 삼성각에는 산신님이 중앙에, 오른쪽에는 칠성님, 왼쪽에는 독성님이 각각 모셔져 있다. 산신님은 석고를 벽면에 붙여 양각 형식으로 만들었으며, 머리에는 복건같은 것을 쓰고 수염을 길게 늘였으며, 겉에는 붉은 도포를 입고 아래에는 녹색 옷을 입고 왼쪽 무릎은 세웠으며, 오른손에는 우선을 들고 있다. 좌정한 산신 뒤에는 호랑이가 있다. 칠성님은 부처님형상이고, 독성님은 민머리에 붉은 도포를 입고 오른손에 단장을 잡고있으며 왼손에는 염주를 쥐고 있다.
도구는 일산과 청룡도 2자루, 삼지창 한 자루와 그 외 향로ㆍ촛대ㆍ제기 등이 갖추어져 있다. 음력 6월 24일 와룡선생ㆍ관성제군 두 분을 위해 제사를 지내며, 평상시에도 신도들이 치성을 드리기도 한다. 옛날에는 와룡선생 탄신일과 기일과 명절에 제사를 지냈으나 근래에 간소화된 것으로 보인다. 제의는 시봉인이 독축·배례 순으로 진행한다.
제비는 시봉인인 관리자가 준비하며 제물은 떡·제육·채소·과실 등이며, 제주(祭酒)는 소주를 쓰며, 현재 민간신앙화되어 유지해 오고 있다.

## 같이 보기
- 보광동 무후묘
- 동관왕묘

## 참고 자료
- 와룡묘 - 국가유산청 국가유산포털
- 본 문서에는 서울특별시에서 지식공유 프로젝트를 통해 퍼블릭 도메인으로 공개한 저작물을 기초로 작성된 내용이 포함되어 있습니다.